# Georgina Hermitage
Pour les articles homonymes, voir Hermitage.
Georgina Hermitage, MBE (née le 28 mars 1989 à Guildford) est une athlète handisport, spécialiste du sprint en catégorie T37. En 2015, elle se qualifie pour les Championnats du monde d'athlétisme handisport à Doha (Qatar) où elle prend l'or sur le 400 m, en établissant un nouveau record du monde,.

## Enfance
Hermitage est née à Guildford, en Angleterre, en 1989 avec une paralysie cérébrale qui affecte principalement la partie gauche de son corps. Elle étudie à la George Abbot School dans sa ville natale.

## Carrière sportive
Georgine Hermitage commence l'athlétisme alors qu'elle est au collège et rejoint le Guildford & Godalming Athletics Club. À l'âge de 14 ans, frustrée par son manque de progrès par rapport à ses pairs, elle est approchée par l'entraîneur Hazel Childs qui lui conseille de se tourner vers le handisport. Elle prend mal ce conseil et quitte le club en signe de protestation, avouant par la suite avoir regretté cette décision,.
En 2012, après les Jeux paralympiques de Londres et inspirée par l'idée de laisser un héritage à sa fille nouveau-née, Hermitage décide de se faire admettre comme une athlète handisport par la fédération britannique,. Elle est classée dans la catégorie T37 et, en 2013, elle participe à ses premiers championnats handisport. Elle veut continuer la compétition en 2014 mais une fracture de stress au pied la prive d'une grande partie de sa saison, dont les Championnats d'Europe d'athlétisme handisport à Swansea.
En février 2015, Hermitage fait ses débuts sur la scène internationale lors de la Fazaa International à Dubaï, la première étape du Grand Prix handisport de l'année. Lors de la rencontre, elle court  le 100 m en 14 s 22, établissant son nouveau record personnel et remportant l'or. En juin, elle représente la Grande-Bretagne au Grand Prix handisport de Berlin. Là, elle court le 100 m, le 200 m et le 400 m T37, où elle remporte les trois courses, battant deux records personnels - au 100 où et au 200 m - et le record du monde vieux de 15 ans détenu par Lisa McIntosh du 400 m T37 en 1 min 2 s 70. Un peu plus d'un mois plus tard, Hermitage participe à son troisième Grand Prix de l'année au parc olympique de Londres. Elle y améliore son propre record du monde du 400 m T37 en 1 min 2 s 48.
À la fin de 2015, Hermitage représente la Grande-Bretagne aux Championnats du monde d'athlétisme handisport à Doha. Lors des éliminatoires du 100 m, elle bat son record personnel en 13 s 79, terminant deuxième derrière sa coéquipière Kadeena Cox, qui établit un nouveau record du monde. En finale, le résultat est le même, Hermitage arrivé deuxième derrière Cox, sa première grande médaille internationale,. Trois jours plus tard, elle participe au 400 m avec un temps de 1 min 02 s 01, améliorant son record du monde pour la troisième fois cette année-là, battant la championne du monde en titre, Mandy François-Elie.
Juste avant les Jeux paralympiques d'été de 2016, Georgina Hermitage est au cœur d'une controverse lancée par l'athlète Britannique Bethany Woodward accusant la fédération britannique d'aggraver les handicaps des athlètes auprès de la fédération internationale pour les faire concourir dans des catégories plus avantageuses. Hermitage réfute ces allégations : « Ces personnes qui font des commentaires infondés sur mon handicap ne m'ont jamais demandé ce qui n'allait pas chez moi, donc comment peuvent-ils savoir ? ». Lors des Jeux, elle remporte le 100 m  en 13 s 13 et le 400 m, battant encore une fois son record du monde,.